# Noble Energy
Noble Energy Inc. — американская нефте- и газодобывающая компания. Штаб-квартира располагается в Хьюстоне, штат Техас. Ранее компания была известна как Noble Affiliates Inc.
Свою деятельность компания ведёт в США, Китае, Эквадоре, Израиле, в Северном море и в западной Африке.

## История
Основана в 1932 году как Samedan Oil Corporation в Оклахоме. Основатель компании – Ллойд Нобл. 
В 1970-х годах компания превращается в холдинг Noble Affiliates Inc., в рамках которого развивались 3 направления: добыча нефти и газа, бурение и грузоперевозки. 
В 1980 году холдинг выходит на Нью-Йоркскую фондовую биржу. 
Компания достигла пика рентабельности к началу 1980-х годов, после чего началось падение прибыли. Так, к 1985 году компания стала убыточной. В рамках программы по реструктуризации в 1984 году продаётся автотранспортный бизнес, а в 1985 году в отдельную компанию выделяется сервисный бизнес. В конце 1980-х годов для сокращения задолженности компания также провела дополнительную эмиссию своих акций. 
В результате принятых мер к 1996 году компания смогла оправиться от финансовых проблем и начать нормально функционировать. 
В 2002 году компания диверсифицирует свою деятельность, открыв производство метанола. В том же году Noble Affiliates Inc. была переименована в Noble Energy Inc.
В 2020 году поглощена компанией Chevron.